# Universität Nancy

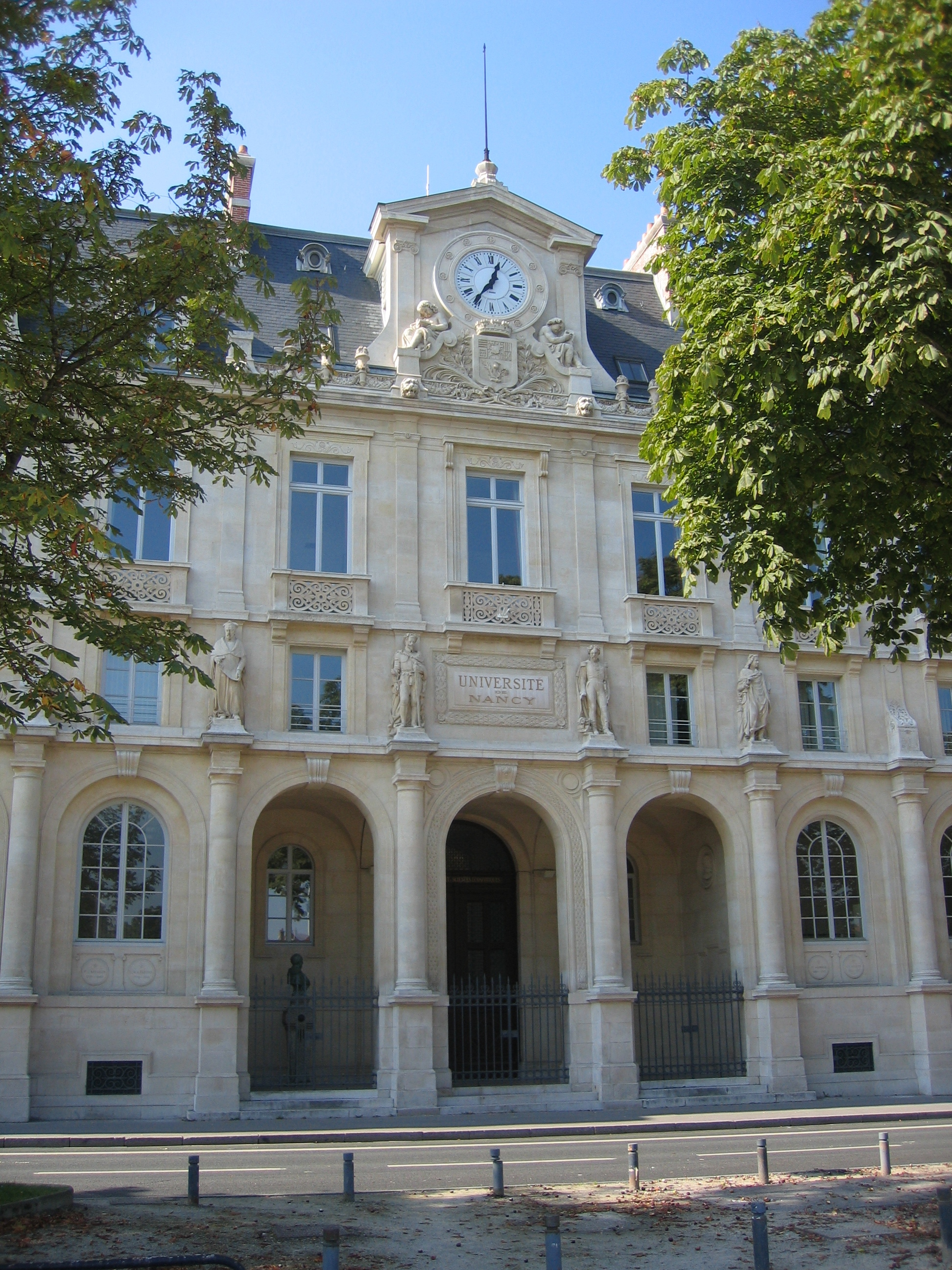
Universität von Nancy

Die Universität Nancy (französisch Université de Nancy, manchmal auch Nancy-Université) ging auf die am 5. Dezember 1572 von den Herzögen von Lothringen in Pont-à-Mousson gegründete Universität Pont-à-Mousson zurück, die 1769 nach Nancy verlegt wurde. 2012 ist sie in der Université de Lorraine aufgegangen.

## Geschichte
In Folge der Studentenunruhen von 1968 wurde die Universität 1970 in zwei Hochschulen aufgeteilt.
Im März 2007 erfolgte der Zusammenschluss der drei Hochschule von Nancy (Lothringen):
- Universität Nancy I „Henri Poincaré“ (UHP): Wissenschaften, Medizin, Pharmazie u. a.
- Universität Nancy II: Recht, Literatur und soziale Wissenschaften
- Institut National Polytechnique de Lorraine (INPL): Ingenieurschulen

Bald darauf, in einem 2009 begonnenen und 2012 abgeschlossenen Prozess, fusionierte die Hochschule mit der Universität Paul Verlaine – Metz (UPVM) zur Université de Lorraine.

## Berühmte Studenten und Lehrer

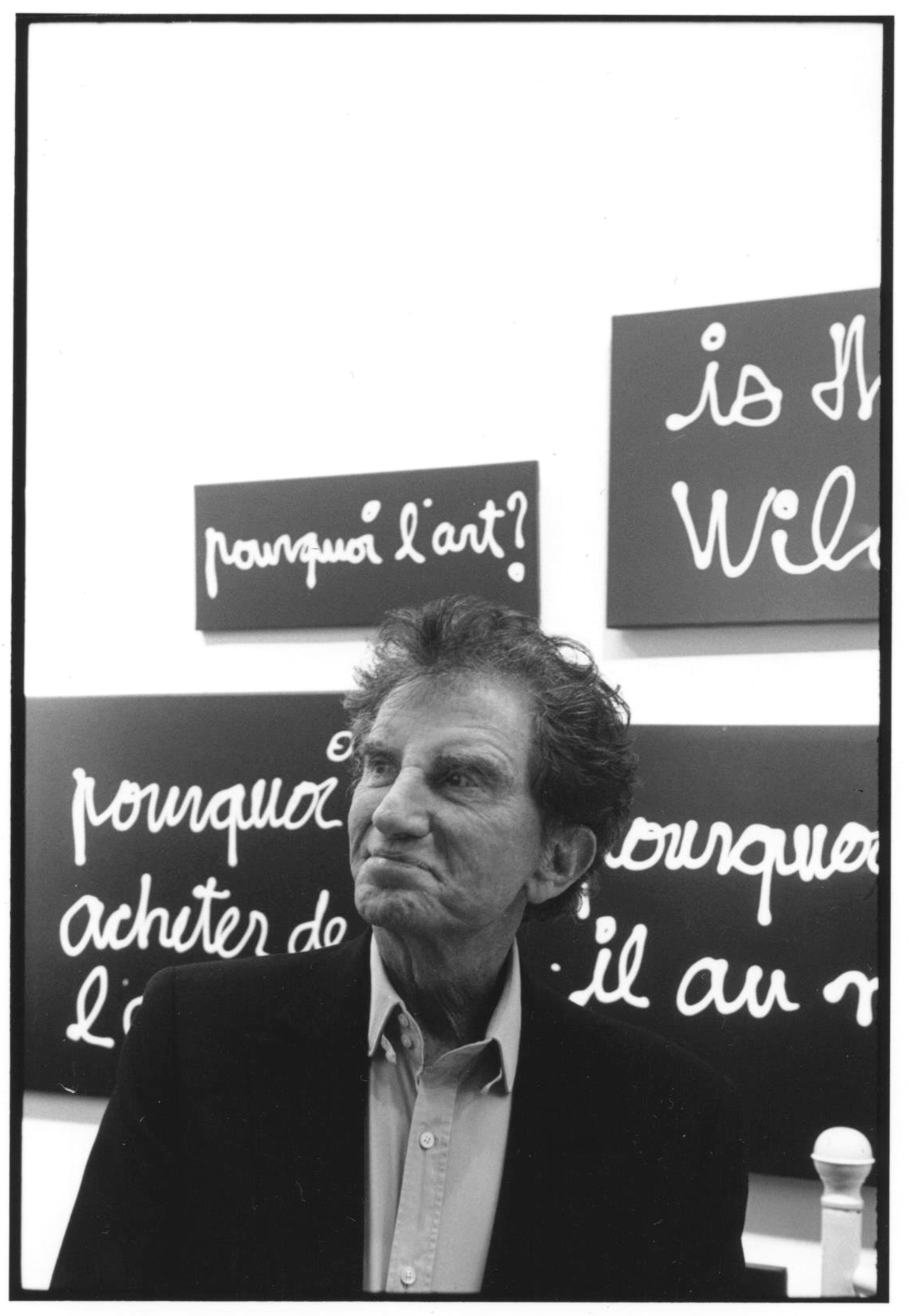
Kulturminister Jack Lang

- Pierre-Marie Alexis Millardet (1838–1902), Botaniker
- Paul Vuillemin (1861–1932), Mykologe
- Élie Cartan (1869–1951), Mathematiker
- Mamadou Kiari Liman-Tinguiri (* 1953), Wirtschaftswissenschaftler und Diplomat
- Louis Camille Maillard (1878–1936), Chemiker
- François de Menthon (1900–1984), Politiker und Jurist
- André-Georges Bontems (1910–1988), römisch-katholischer Erzbischof
- Robert Marjolin (1911–1986), Europapolitiker
- Jack Lang (* 1939), Politiker
- Dominique Strauss-Kahn (* 1949), Politiker
- Jean Asselborn (* 1949), Politiker
- Ségolène Royal (* 1953), Politikerin
- Philippe Claudel (* 1962), Schriftsteller
- Philibert Nang (* 1967), Mathematiker
- Affoussiata Bamba-Lamine (* 1970), Politikerin